# 拉普拉塔鎮區 (密蘇里州梅肯縣)
拉普拉塔鎮區（英語：La Plata Township）是位於美國密蘇里州梅肯縣的一個行政鎮區。

## 地方資料
拉普拉塔鎮區的面積為86.37平方千米，當中陸地面積為85.99平方千米，而水域面積為0.38平方千米。根據2020年美國人口普查的數據，當地共有人口1461人，而人口密度為每平方千米16.92人。